# Wheaton (Illinois)
Wheaton is een plaats (city) in de Amerikaanse staat Illinois, en valt bestuurlijk gezien onder DuPage County.

## Demografie
Bij de volkstelling in 2000 werd het aantal inwoners vastgesteld op 55.416. In 2006 is het aantal inwoners door het United States Census Bureau geschat op 54.611, een daling van 805 (-1,5%).

## Geografie
Volgens het United States Census Bureau beslaat de plaats een oppervlakte van 29,2 km², waarvan 29,1 km² land en 0,1 km² water. Wheaton ligt op ongeveer 231 m boven zeeniveau.

## Plaatsen in de nabije omgeving
De onderstaande figuur toont nabijgelegen plaatsen in een straal van 8 km rond Wheaton.